# Луций Помпоний Флакк
Лу́ций Помпо́ний Флакк (лат. Lucius Pomponius Flaccus; умер в 33 году, провинция Сирия, Римская империя) — древнеримский сенатор, занимавший ряд курульных должностей во времена правления императора Тиберия.

## Биография

### Происхождение игражданская карьера
Луций Помпоний Флакк происходил из знатного плебейского рода; тем не менее, о месте и дате его рождения в сохранившихся источниках нет никаких достоверных сведений. Известно, что братом Луция являлся консул-суффект 16 года Публий Помпоний Грецин. В молодости Помпоний Флакк поддерживал переписку с опальным поэтом Овидием. В то же время был близким другом пасынка Октавиана Августа, будущего императора Тиберия.
В 16 году служил в провинции Мёзия под руководством Гая Поппея Сабина. В 17 году он был избран ординарным консулом совместно с Гаем Целием Руфом.
Флакк упоминается несколько раз римским историком Корнелием Тацитом в своей летописи (лат. Annales).

### Семья и потомки
Луций Помпоний, предположительно, мог состоять в браке с небезызвестной Вестилией, от которой имел, по крайней мере, двоих сыновей: старшего, консула-суффекта 44 года, в течение четырёх лет управлявшего Верхней Германией и носившего преномен Гай или Публий, и младшего, Квинта, также ставшего консулом-суффектом (в 41 году).